# Upāsaka

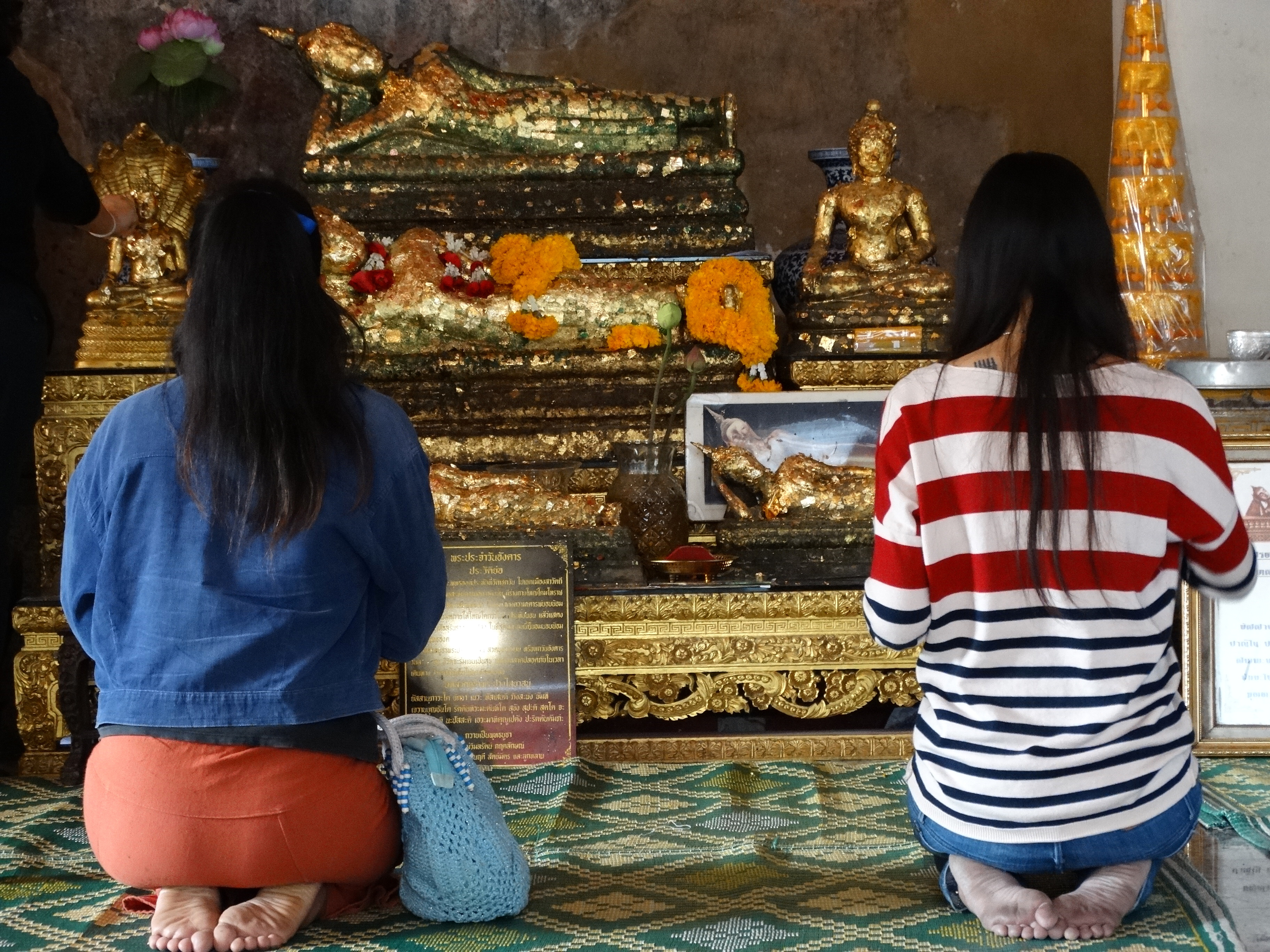
Hai bạn nữ đang lễ Phật ở Wat Pho - Bangkok

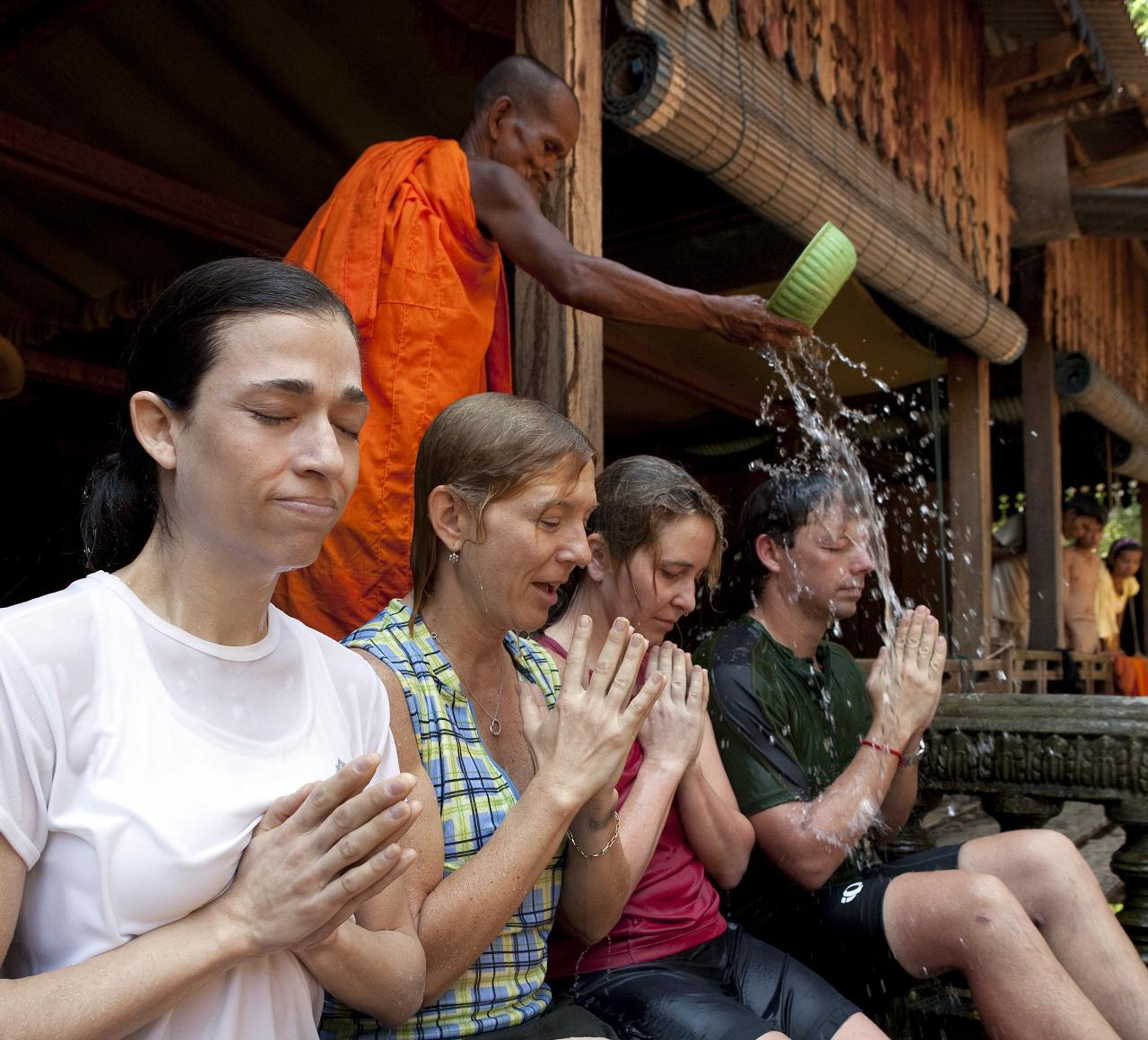
Những tín nhân Phật giáo

Thiện tín (tiếng Phạn: Upāsaka/Ưu-bà-tắc)  hay thiện nam tín nữ là từ các từ tiếng Phạn Sanskrit và Pāli có nghĩa là "người phục vụ". Thiện tín là niềm tin chí thành vào Phật pháp, hay chỉ cho người có niềm tin như vậy. Đây là danh hiệu của những người theo Phật giáo (hoặc tin theo lời dạy của Đức Phật Cồ Đàm lịch sử) mà không phải là Tỳ kheo, Tỳ kheo ni, hoặc Sa di (Samanera) trong một Tăng đoàn Phật giáo hay những người tự nguyện thực hiện một số lời nguyện thệ nhất định. Trong thời hiện đại, thuật ngữ này mang hàm ý về lòng mộ đạo nhiệt thành, thành tâm. 

## Kinh điển
Trong Jivaka Sutta của Kinh điển Pali, Đức Phật được hỏi rằng "Bạch Đức Thế Tôn, người ta được coi là cư sĩ (upāsako) đến mức như nào?" (Kittāvatā nu kho bhante, upāsako hotīti). Bạch Thế tôn trả lời rằng người ta phải quy y Tam Bảo. Khi được hỏi thế nào là một "tín đồ tại gia có đức hạnh" (upāsako sīlavā), Đức Phật trả lời rằng người ta phải thọ trì ngũ giới. Khi được hỏi thế nào là một tín đồ tại gia "vì lợi ích của chính mình và lợi ích của người khác", Đức Phật dạy rằng người ta phải hoàn thiện bản thân và khuyến khích người khác hoàn thiện: niềm tin (saddhā); đức hạnh (Śīla); sự rộng lượng (cāga); viếng thăm các nhà sư; và lắng nghe, ghi nhớ, phân tích, thấu hiểu và thực hành Pháp. Trong Kim Cang Kinh Thạch Chú (金剛經石注) có đoạn: “Đản hữu thiện tín chi nhân, giai tri độc tụng Kim Cang tôn kinh, cập khấu kỳ nghĩa lý vân hà” (chữ Hán: 但有善信之人、皆知讀誦金剛尊經、及叩其義理云何) có nghĩa là: chỉ có người có niềm tin chí thành, đều biết đọc tụng Kim Cang tôn kinh, và hỏi nghĩa lý kinh như thế nào. Theo Phạm Võng Kinh Bồ Tát Giới Lược Sớ (梵網經菩薩戒略疏) quyển 6 lại có đoạn: “Cố tu thường sanh thiện tín, tín ngã cập chúng sanh, thị đương thành chi Phật, chư Phật thị dĩ thành chi Phật” (故須常生善信、信我及眾生、是當成之佛、諸佛是已成之佛), nghĩa là: Vì vậy nên thường sanh niềm tin chí thành, tin ta và chúng sanh, là vị Phật sẽ thành, chư Phật là vị Phật đã thành. Tại thư tịch mang tên Thời Thời Háo Niệm Phật (時時好念佛) có câu: “Thiện tín kiến văn tâm hoan hỷ, ác nhân đỗ lí khởi phong ba” (善信見聞心歡喜、惡人肚裏起風波), nghĩa là: Khéo tin thấy nghe tâm hoan hỷ, người ác trong ruột nỗi phong ba.